# AKA-Radiergummifabrik
Die AKA-Radiergummifabrik in Hannover, auch als Ferd. Marx. & Co. firmiert, war eine der ältesten Radiergummispezialfabriken und gilt als Wegbereiter von Radiergummis als Markenartikel. Das Unternehmen bestand von 1893 bis 1999.

## Geschichte
1893 eröffneten Ferdinand Marx und Friedrich Ramhorst ihre Fabrik in der Fernroder Straße. Später verlegten sie ihren Betrieb in die Hallerstraße.
Bereits zur Zeit des Ersten Weltkrieges bewarb das Unternehmen 1916 als „Größte Radiergummi-Spezialfabrik Europas“ beispielsweise in der Deutschen Levante-Zeitung ihre verschiedenen Marken, darunter AKA oder beispielsweise die Weichgummimarke Elefant für Architektur- und Zeichenbüros. Später wurden auch die Marken Hirsch, Jockey, Perplex, Tiger und Leopard bekannt.
1925 führte der Sohn des Firmengründers, Max Ramhorst, den Firmennamen AKA-Radiergummifabrik ein. Mit verschiedenen, wegen ihrer Gestaltung beliebten Radiergummisorten entwickelte sich daraus der Radiergummi als Markenartikel.
Nach den Zerstörungen durch die Luftangriffe auf Hannover im Zweiten Weltkrieg wurde die Fabrikation am alten Standort als AKA-Gummiwarenfabrik Ferd. Marx & Co. in der Hallerstrasse 37 wiederaufgebaut und zu einem Unternehmen mit weltweitem Exportgeschäft ausgebaut.
Im Jahr 1967 wurden neben Radiergummis auch Gummiringe und -bänder produziert sowie Schreib-, Büromaschinen- und Telefonunterlagen, aber auch Blattwender, Stempelunterlagen und Briefmarken-Anfeuchter. Etwa 50 Prozent vom Gesamtumsatz wurde durch den Export nach Europa und Übersee erzielt.
1999 wurde der Betrieb eingestellt.